# Fédération africaine de tir à l'arc
La Fédération africaine de tir à l'arc (couramment désignée par le sigle FAA pour Federation of African Archery) est la fédération continentale gérant le tir à l'arc en Afrique reconnue par la World Archery Federation.

## Rôle
Son objectif principal est de promouvoir et d'encourager le tir à l'arc à sur le continent africain. Elle assure de fournir l'infrastructure et le savoir-faire pour les pays membres afin de développer le sport.
La fédération veille à ce que tous les pays membres présente au moins un tournoi national par an et à la suite de son affiliation, elle est le lien entre les pays membres et World Archery Federation.
Elle organise les championnats d'Afrique de tir à l'arc, les qualifications olympiques continentale ainsi que les championnats d'Afrique du Commonwealth.

## Liste des présidents
- Andrew Geno Omalla ( Ouganda), de 2008 à 2012.
- Dr Alaa Gabr ( Égypte), à partir de 2012.

## Fédérations membres

La carte des nations membre de la FAA en 2012.

En 2012, la Fédération africaine de tir à l'arc compte 26 nations membres :
| Nation                           | Fédération                                         |
| -------------------------------- | -------------------------------------------------- |
| Afrique du Sud                   | Fédération d'Afrique du Sud de tir à l'arc (SANAA) |
| Algérie                          | Fédération algérienne de tir sportif (FATS)        |
| Bénin                            | Fédération béninoise de tir à l'arc (FEBETA)       |
| Cameroun                         | Fédération camerounaise de tir sportif (FECATIRS)  |
| République démocratique du Congo | Fédération congolaise de tir d'arc (FCTA)          |
| Côte d'Ivoire                    | Fédération ivoirienne de tir à l'arc (FIVTA)       |
| Égypte                           | Fédération égyptienne de tir à l'arc (FETA)        |
| Érythrée                         | Eritrea Archery Federation (EAF)                   |
| Gabon                            | Fédération gabonaise de tir à l'arc (FEGATARC)     |
| Ghana                            | Fédération du Ghana de tir à l'arc (FGTA)          |
| Guinée                           | Fédération guinéenne de tir à l'arc (FGTARC)       |
| Kenya                            | Kenya Archery Association (KAF)                    |
| Libye                            | Fédération libyenne de tir sportif (FLTS)          |
| Maroc                            | Fédération royale marocaine de tir à l'arc (FRMTA) |
| Maurice                          | Fédération mauricienne de tir à l'arc (FMTA)       |
| Mauritanie                       | Fédération mauritanienne de tir à l'arc (FEMTA)    |
| Namibie                          | Archery Association of Namibia (AAN)               |
| Niger                            | Fédération nigérienne de tir à l'arc (FENITA)      |
| Ouganda                          | Uganda Archery Federation (UAF)                    |
| République centrafricaine        | Fédération centrafricaine de tir à l'arc (FECATA)  |
| Sénégal                          | Fédération sénégalaise de tir à l'arc (FSTA)       |
| Sierra Leone                     | Sierra Leone Archery Association (SLAA)            |
| Somalie                          | Somali Archery Federation (SAF)                    |
| Tchad                            | Fédération tchadienne de tir à l'arc (FTTA)        |
| Togo                             | Fédération togolaise de tir à l'arc (FTTARC)       |
| Tunisie                          | Fédération tunisienne de tir (FTT)                 |